# Châteauneuf (Saône-et-Loire)
Châteauneuf é uma comuna francesa na região administrativa de Borgonha-Franco-Condado, no departamento de Saône-et-Loire. Estende-se por uma área de 1,34 km². Em 2010 a comuna tinha 104 habitantes (densidade: 77,6 hab./km²).